# Katharine Houghton
Katharine Houghton (* 10. März 1945 in Hartford als Katharine Houghton Grant) ist eine US-amerikanische Schauspielerin.

## Leben und Karriere
Katharine Houghton entstammt der berühmten Familie Houghton aus New England. Ihre Mutter Marion war die jüngere Schwester von Katharine Hepburn. Katharine Houghton schloss das Sarah Lawrence College mit dem Magister in Philosophie ab und gab ihr Kinodebüt 1967 in dem Film Rat mal, wer zum Essen kommt von Stanley Kramer. Für ihre Darstellung der Filmtochter von (ihrer echten Tante) Katharine Hepburn und Spencer Tracy erhielt sie eine Nominierung für den Golden Globe Award als Beste Nachwuchsdarstellerin. Ihre Kinokarriere ging allerdings nicht so weiter, wie sie vielversprechend begonnen hatte. Sie spielte vor allem Theater, schrieb und übersetzte Theaterstücke und war zuletzt 2010 als Großmutter in dem Abenteuerfilm Die Legende von Aang von M. Night Shyamalan auf der Leinwand zu sehen.
Katharine Houghton ist seit 1970 mit dem Schauspieler Ken Jenkins verheiratet. Sie haben drei Kinder.

## Filmografie
- 1966: ABC Stage 67 (Fernsehserie, 1 Folge)
- 1966: Hawk (Fernsehserie, 1 Folge)
- 1967: Rat mal, wer zum Essen kommt (Guess Who’s Coming to Dinner)
- 1968: Judd for the Defense (Fernsehserie, 1 Folge)
- 1974: CBS Daytime 90 (Fernsehserie, 1 Folge)
- 1974: Die Saat des Todes (The Gardener)
- 1976: Die Chronik der Adams (The Adams Chronicles; Fernseh-Miniserie, 6 Folgen)
- 1981: Junge Schicksale (ABC Afterschool Specials; Fernsehserie, 1 Folge)
- 1982: Das Geheimnis der Amaryllis (The Eyes of the Amaryllis)
- 1987: I’ll Take Manhattan (Fernseh-Miniserie, 2 Folgen)
- 1988: Mr. North – Liebling der Götter (Mr. North)
- 1991: Billy Bathgate
- 1993: Ethan Frome
- 1993: Die Nacht mit meinem Traummann (The Night We Never Met)
- 1995: Let It Be Me
- 2004: Kinsey – Die Wahrheit über Sex (Kinsey)
- 2010: Die Legende von Aang (The Last Airbender)
- 2017: Mr. Mercedes (Fernsehserie, 2 Folgen)